# حصن العيجة
 حـــصن العيجة  يقع في ولاية صور بسلطنة عمان.
تعتبر العيجة الميناء الاصلي لمنطقة جعلان وهي مفصولة عن مركز ولاية صور بواسطة خليج وبحيرة صغيرة ، ومن المحتمل أن مرتفعاً رملياً كان يصل بين المكانين في الماضي ولكنه تصدع في الاونة الاخيرة نسبياً .وقد تم بناء الحصن في عهد السلطان فيصل بن تركي ويصل ارتفاع الحصن إلى 5 امتار .

## تاريخ بناء الحصن
تم بناء الحصن في القرن الثاني عشر والثالث عشر